# Ernst Bärtschi
Ernst Bärtschi (Trubschachen, 29 juli 1882 - Gerzensee, 3 april 1976), was een Zwitsers politicus.
Ernst Bärtschi bezocht de kweekschool in Hofwil en volgde daarna een opleiding tot leraar op een middelbare school. In 1909 behaalde hij zijn diploma aan de Universiteit van Bern en was hij gemachtigd les te geven aan een gymnasium. In 1910 behaalde hij een doctoraat in de filosofie. Hij was nadien leraar aan de middelbare jongensschool van de stad Bern en aan het gymnasium. Van 1916 tot 1926 was hij directeur van het economisch gymnasium.
Ernst Bärtschi werd in 1918 voor de Vrijzinnig Democratische Partij (FDP) in de gemeenteraad van de stad Bern gekozen (tot 1926). Van 1927 tot 1951 was hij wethouder onderwijs (Schuldirektor). Van 1937 tot 1947 maakte hij deel uit van de Grote Raad van het kanton Bern. Van 1939 tot 1951 zat hij voor de FDP in de Nationale Raad. Van 1942 tot 1957 was hij lid van de Zwitserse Schoolraad.
Ernst Bärtschi werd in 1937 als opvolger van de overleden Hermann Lindt tot stadspresident van Bern (dat wil zeggen burgemeester) gekozen. Hij bleef stadspresident tot 1951.
Ernst Bärtschi hield zich als stadspresident vooral bezig met het onderwijs (dit was immers ook zijn werk als wethouder) en met het culturele leven van de stad Bern.
Tijdens de Tweede Wereldoorlog was hij voorzitter van de Commissie van Buitenlandse Zaken en probeerde hij het vertrouwen van het volk en het leger ten opzichte van de politiek en de legerleiding te herstellen.